# صباحي

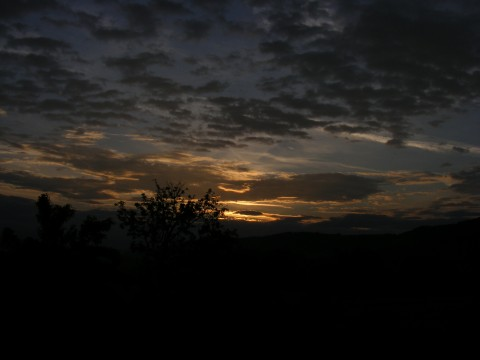
فترة الشفق بين الفجر وشروق الشمس

صباحي هو الاسم الذي يُطلق على الحيوانات التي تنشطُ بشكل كبير خلال ساعات ما قبل الفجر أو في الصباح الباكر حيثُ تشارك خلال هذه الفترة في أعمال ومهام مُهمّة على غِرار التزاوج والبحث عن العلف أو الصيد وهكذا. يَعتقد علماء الأحياء أن السلوك الحركي يكون قابلاً للتكيف في هذه الفترة لأنه يكون هناك تنافس أقل بين الأنواع وأحيانًا يكون هناك انتشار أعلى للغذاء خلال هذه الساعات.

## أصل الكلمة
تُعد هذه كلمة «صَباحي» الترجمة العربية للعبارة الإنجليزية «Matutinal» ومع ذلك يُمكن القول إن العبارة العربيّة مشتقة من كلمة «صباح» الذي يُشير إلى الفترة الزمنيّة التي تنشطُ فيها هذه الحيوانات؛ أمّا على المستوى العِلمي فالكلمة الإنجليزية متشقة هي الأخرى من الكلمة اللاتينية «mātūtīnus» والتي تعني «صَباحي» أو «شيء متعلقٌ بالصباح».

## التكيّف

### التزاوج
بالنسبة لبعض الأنواع؛ قد يكون بدء التزاوج خلال فترة الشفق في الصباح الباكر مُتكيفًا لأنه يمكن أن يقلل من خطر الافتراس ويزيد من فرصة العثور على شريكة كما يقلل حدّة التنافس ما يزيدُ من فرصة التناسل وتخليف تَرِكة.

### تكيف ضدّ الافتراس
تكون الحيوانات أكثر عرضة للافتراسِ أثناء التزاوج بحيث أن بعض الأنواع قد تستغرق حتى عدة ساعات لإنهاء العمليّة الجنسية ما قد يُشكّل خطورًا على حياتها؛ لذلك قد تتكيّف هذه الحيوانات ضدّ الافتراس في الفترة الصباحيّة طالما لا تشعر بأيّ تهديد خلال تلك الفترة. بالنسبة للأنواع التي تتكاثر لفترات أطول؛ فإن تغيير جدول التزاوج قد يتيحُ وقتًا كافيًا للذكر لتلقيح الأنثى ما يقلل من فرصة الاضطرار للهروب عند منتصف عمليّة التزاوج. أحدُ الأمثلة على هذا التكيّف هو حشرة فرس النبي والتي تتجنَّبُ الحيوانات المفترسة من خلال الانسجام مع بيئتها حيث توجّه نفسها لتبدو وكأنها ورقة شجر أو جذع صغير. عندما تكون إناث هذه الحشرة مستعدةٌ للتزاوج؛ تتخذُ وضعية مختلفة وتُفرِز عددًا من الغدد الباعثة للفيرومونات التي تجذب الذكور.

### انخفاض المنافسة
تنخرطُ بعض الحيوانات في رحلات بحثية للعثور على شركائها في الصباح الباكر. يُعتقد أن هذا الأمر قابلٌ للتكيف لأنه يزيد من فرصة العثور على الشركاء ويُقلّل من التنافس. غالبًا ما يُنظر إلى هذا النشاط من الناحية الحسابية على أنه:
- يمكن أن يتجنب الوقوع في يدِ شريك أحادي الزواج في الصباح الباكر
- من المرجح أن يكون الذكور حاضرين في منطقتهم خلال هذه الساعات
- الذكور أكثر عرضة لزيادة كمية الحيوانات المنوية في الصباح الباكر[9][10]

لوحظت سلوكيات مماثلة في الأنواع الأخرى؛ مثل ذكور اليعسوب التي تنخرطُ في رحلات البحث كل صباح من أجل العثور على الشريكة المناسبة للتزاوج.

### الغذاء
تَعرض بعض الحيوانات سلوكًا غذائيًا مُتزايدًا خلال ساعات الصباح؛ وذلك راجحٌ إلى:
- زيادة احتمالية الحصول على غذاء وافر
- تقلُّ المنافسة على الغذاء[5][6]

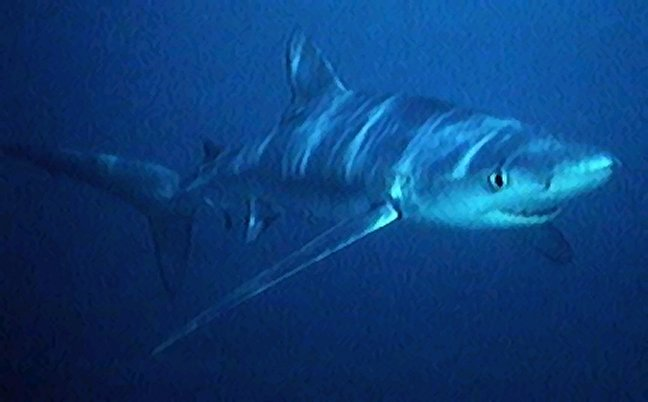
تقضي أسماك القرش الزرقاء وقتًا أطول على سطح المحيط خلال ساعات الصباح - من المحتمل أن تكون لأسباب لها علاقة بالغذاء

القرش الأزرق هو حيوان مفترس يصطاد بشكل أساسي خلال فترة ما قبل الفجر وحتى الفجر. خلال ساعات الصباح؛ يقضي القرش الأزرق وقتًا أطول على سطح المحيط؛ ومن المحتمل جدًا أنه يفعل ذلك من أجل الحصول على فرائس أكثر.